# Niko Hansen
Niko Hansen (Randers, 14 settembre 1994) è un ex calciatore danese, di ruolo centrocampista.